# Championnat de France féminin de handball 1995-1996
Navigation
Saison 1994-1995 Saison 1996-1997
Le championnat de France féminin de handball 1995-1996 est la quarante-cinquième édition de cette compétition. Le championnat de Division 1 est le plus haut niveau du championnat de France de ce sport. Dix clubs participent à la compétition. 
À la fin de la saison, l'ASPTT Metz-Marly est désigné champion de France, pour la sixième fois de son histoire, devant l'ES Besançon.

## Première phase
A l'issue de la saison régulière, le classement est le suivant :
|    | Équipe                             | Pts | J  | G  | N | P  | Bp  | Bc  | Diff |
| -- | ---------------------------------- | --- | -- | -- | - | -- | --- | --- | ---- |
| 1  | ASPTT Metz-Marly (T)               | 28  | 18 | 13 | 2 | 3  | 461 | 336 | 125  |
| 2  | ES Besançon                        | 27  | 18 | 12 | 3 | 3  | 426 | 345 | 81   |
| 3  | Stade français Issy-les-Moulineaux | 26  | 18 | 12 | 2 | 4  | 442 | 388 | 54   |
| 4  | CSL Dijon                          | 21  | 18 | 10 | 1 | 7  | 407 | 396 | 11   |
| 5  | Stade béthunois BL                 | 21  | 18 | 9  | 3 | 6  | 393 | 405 | -12  |
| 6  | ASUL Vaulx-en-Velin                | 19  | 18 | 8  | 3 | 7  | 460 | 425 | 35   |
| 7  | USM Mios (P)                       | 15  | 18 | 6  | 3 | 9  | 411 | 454 | -43  |
| 8  | AL Bouillargues                    | 14  | 18 | 5  | 4 | 9  | 347 | 367 | -20  |
| 9  | HBC Nîmes (P)                      | 6   | 18 | 3  | 0 | 15 | 329 | 402 | -73  |
| 10 | USM Gagny 93                       | 3   | 18 | 1  | 1 | 16 | 333 | 491 | -158 |

Légende
| - Finale du championnat - Poule de qualification européenne - Poule de relégation | - T : Tenant du titre - F : Pas de Coupe de France - P : Promu de D2 en début de saison |

Bilan
| Finale - ASPTT Metz-Marly - ES Besançon | Play-off - Stade français Issy-les-Moulineaux - CSL Dijon - Stade béthunois BL - ASUL Vaulx-en-Velin | Play-down - USM Mios - AL Bouillargues - HBC Nîmes - USM Gagny 93 |

## Phase finale
Finale
L'ASPTT Metz-Marly bat l'ES Besançon par 3 victoires à 1 et remporte le titre de champion de France.
- 1re journée : ASPTT Metz-Marly - ES Besançon 23-19
- 2e journée : ES Besançon - ASPTT Metz-Marly 22-25
- 3e journée : ASPTT Metz-Marly - ES Besançon 15-18
- 4e journée : ES Besançon - ASPTT Metz-Marly 20-22

Play-off
Le classement final de la poule de qualification européenne est  : 
|   | Équipe                             | Pts | J | G | N | P | Bp  | Bc  | Diff |
| - | ---------------------------------- | --- | - | - | - | - | --- | --- | ---- |
| 3 | Stade français Issy-les-Moulineaux | 10  | 6 | 4 | 1 | 1 | 162 | 146 | 16   |
| 4 | ASUL Vaulx-en-Velin                | 6   | 6 | 3 | 0 | 3 | 155 | 146 | 9    |
| 5 | Stade béthunois BL                 | 6   | 6 | 3 | 0 | 3 | 133 | 140 | -7   |
| 6 | CSL Dijon                          | 3   | 1 | 1 | 4 | 3 | 143 | 161 | -18  |

Play-down
Le classement final de la poule de relégation est  : 
|   | Équipe          | Pts | J | G | N | P | Bp | Bc | Diff |
| - | --------------- | --- | - | - | - | - | -- | -- | ---- |
| 7 | USM Mios        | 6   | 4 | 2 | 1 | 1 | 97 | 88 | 9    |
| 8 | HBC Nîmes       | 5   | 4 | 2 | 1 | 1 | 84 | 85 | -1   |
| 9 | AL Bouillargues | 2   | 4 | 1 | 0 | 3 | 85 | 93 | -8   |

Le club de Gagny dépose le bilan à l'issue de la saison et ne participe pas aux play-down.

## Effectif du champion de France
L'effectif de l'ASPTT Metz-Marly, champion de France, était :
Gardiennes de but
- Lenka Černá
- Alexandra Hector
- Irina Popova

Joueuses de champ
- Véronique Desailly
- Fabienne Djitli
- Leila Duchemann
- Sylvie Gérard
- Corinne Krumbholz
- Céline Litzenburger
- Stéphanie Moreau
- Nodjialem Myaro
- Sophie Remiatte
- Nathalie Selambarom
- Stéphanie Tabard
- Estelle Vogein
- Isabelle Wendling

Entraîneur
- Bertrand François

## Bilan
| Rang | Club                               | Commentaire                                 |
| ---- | ---------------------------------- | ------------------------------------------- |
| 1    | ASPTT Metz-Marly (T)               | champion et qualifié en Ligue des champions |
| 2    | ES Besançon                        | qualifié en coupe des coupes                |
| 3    | Stade français Issy-les-Moulineaux | qualifié en coupe de l'EHF                  |
| 4    | Stade béthunois BL                 | qualifié en coupe des Villes                |
| 5    | ASUL Vaulx-en-Velin                | -                                           |
| 6    | CSL Dijon                          | -                                           |
| 7    | USM Mios                           | -                                           |
| 8    | HBC Nîmes                          | relégué en deuxième division                |
| 9    | AL Bouillargues                    | -                                           |
| 10   | USM Gagny 93                       | dépôt de bilan                              |

Remarque : le motif de la relégation du HBC Nîmes, 8e, au profit de l'AL Bouillargues, 9e, n'est pas connu.

## Statistiques
Classement des meilleures marqueuses en saison régulière